# Gouilles de Hône
Les trois gouilles de Hône forment un gouffre le long du torrent Ayasse, sur la commune de Hône, dans la basse Vallée d'Aoste.
Elles font partie du parcours des gouffres, un sentier reliant ces gouilles avec le gouffre de Ratus (à Pontboset), le gouffre de Guillemore, le gouffre des Busserailles et les gouilles du Pourtset (à Champorcher).

## Étymologie
Le terme « gouille » est répandu dans l'aire linguistique francoprovençale, notamment dans le Valais, dans le Bugey et en Savoie, et indique, entre autres, une flaque formée le long d'un torrent alpin. Ce mot se retrouve dans le patois valdôtain sous la forme « goille », pour indiquer tout type de flaque d'eau. La variante diminutive « golille » est également attestée.
Les trois gouilles ainsi sont dénommées en arpitan hônois : Goille de Valieta, Goille de la Teua (= « gouille de la marmite », soit « roche creusée ») et Goille dou Breh (= « gouille du berceau »).

## Galerie d'images

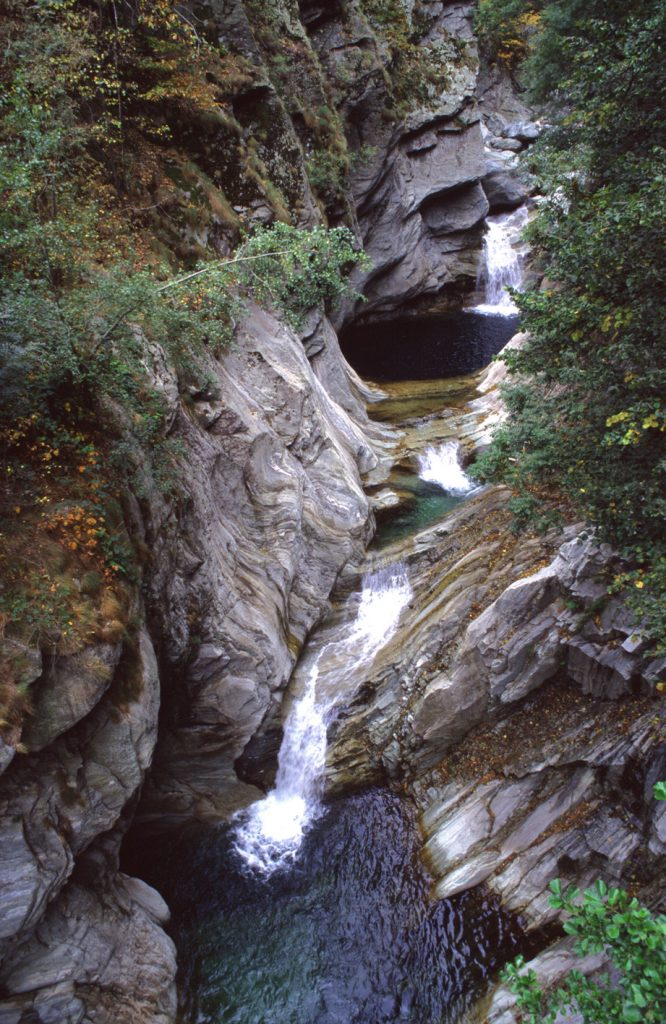
La première gouille.
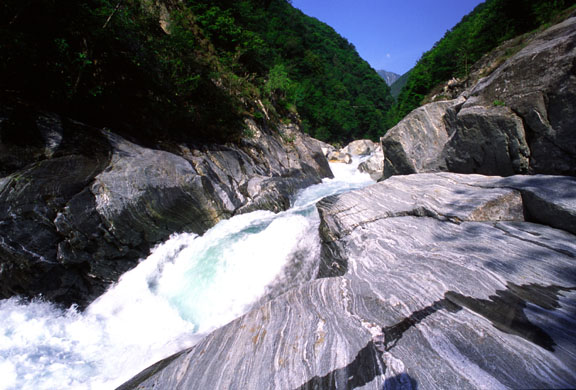
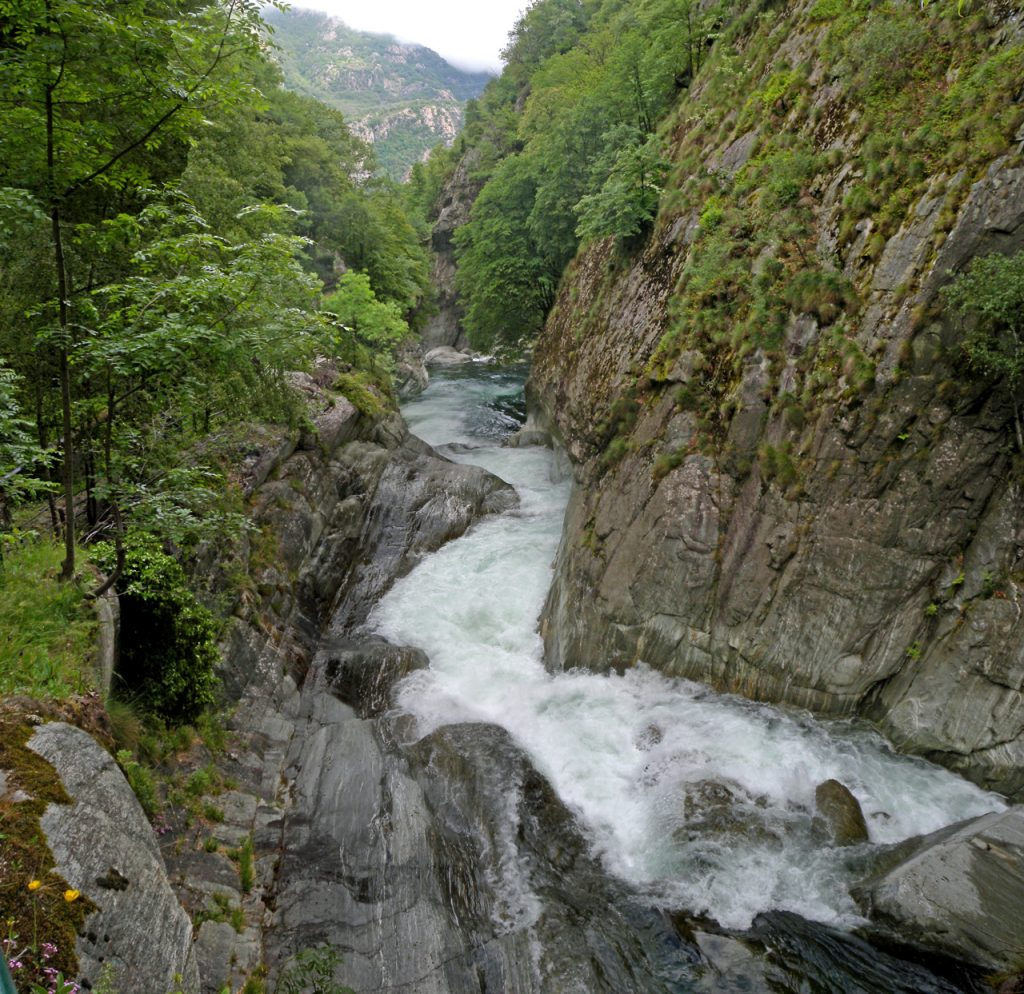
Partie centrale du parcours.
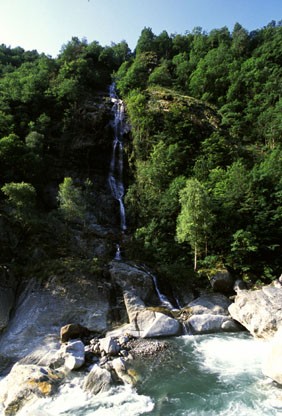
La troisième gouille recevant les eaux d'un affluent.